# Sauli Niinistö
Sauli Väinämö Niinistö, finski politik, * 24. avgust, 1948, Salo, Finska
Niinistö je nekdanji predsednik Finske. Po izobrazbi je pravnik. Med letoma 1994 in 2001 je bil predsednik Nacionalne koalicijske stranke in pravosodni minister. Med letoma 1995 in 1996 pa tudi finančni minister. Od leta 1996 do 2003 je bil namestnik predsednika vlade. Med 1995 in 2001 je bil kandidat Nacionalne koalicijske stranke (NCP) na predsedniških volitvah leta 2006. Od leta 2007 do 2011 je bil predsednik finskega parlamenta, leta 2002 pa je postal častni predsednik Evropske ljudske stranke. 
Niinistö je bil kandidat za predsednika na predsedniških volitvah leta 2012, v odločilnem drugem krogu je z 62,6 odstotka glasov premagal Pekko Haavisto. Maja 2017 je Niinistö napovedal, da se bo ponovno potegoval na predsedniški volitvah 2018. Izvoljen je bil v prvem krogu 28. januarja 2018 s 62,7 odstotka glasov.